# 哈斯南·阿巴斯
哈斯南·阿巴斯（英語：Hassnain Abbas，1990年1月15日—），巴基斯坦足球運動員，也是巴基斯坦國家足球隊成員。
阿巴斯司職中場，並在2011年開始代表巴基斯坦出賽。